# Stenus impressus
Stenus impressus es una especie de escarabajo del género Stenus, familia Staphylinidae. Fue descrita científicamente por Germar en 1823.
Habita en Reino Unido, Noruega, Suecia, Francia, Países Bajos, Alemania, Finlandia, Luxemburgo, Austria, Estonia, Dinamarca, Bélgica, Italia, España, Polonia, Irlanda, Grecia, Bielorrusia, Islandia y Rusia.